# Александров, Александр Павлович (политик)
Алекса́ндр Па́влович Алекса́ндров[уточнить] (род. 2 апреля 1947 года, Семипалатинск) — российский государственный и политический деятель, с 15 декабря 2003 по 13 сентября 2015 года — председатель Магаданской областной Думы.

## Биография
На Севере с 1970 года. 
Работал  на Карамкенском горно-металлургическом комбинате, где в 1989 году возглавил профсоюзный комитет предприятия.
Окончил Академию труда и социальных отношений, Академию народного хозяйства при Правительстве Российской Федерации.
С 1994 года — Председатель Магаданского областного совета Горно-металлургического профсоюза России.
Депутат Магаданской областной Думы первого, второго, третьего и четвёртого созывов.
1994—1996 — председатель комиссии по региональной политике Магаданской областной Думы.
1996—2000 — председатель комиссии по экономическому развитию области Магаданской областной Думы.
В 2000 году — председатель комиссии по экономическому развитию, бюджету и налогам Магаданской областной Думы.
2001—2003 — заместитель председателя Магаданской областной Думы.
С 15 декабря 2003 по 13 сентября 2015 года — председатель Магаданской областной Думы
Член партии «Единая Россия», заместитель секретаря регионального политсовета, член президиума политсовета Магаданского регионального отделения Всероссийской политической партии «Единая Россия».

## Награды
- Медаль ордена «За заслуги перед Отечеством» I степени (4 февраля 2015) — за активную законотворческую деятельность и многолетнюю добросовестную работу
- Медаль ордена «За заслуги перед Отечеством» II степени (2007)